# Ernesto Caccavale
Ernesto Caccavale (Napoli, 22 agosto 1963) è un politico e giornalista italiano, già portavoce regionale de Il Popolo della Libertà in Campania e già europarlamentare.

## Studi e famiglia
Nasce a Napoli da una famiglia di insegnanti nella quale i genitori sono entrambi professori di matematica alle scuole superiori. Consegue la maturità scientifica al Galileo Galilei di Napoli nel 1982 e la laurea in giurisprudenza con 110 e lode all'Università degli Studi di Napoli Federico II nel 1987. È sposato ed ha tre figli.

## Carriera giornalistica
Inizia giovanissimo a collaborare per alcuni organi d'informazione (Canale 21, Canale 8, Napoli Oggi, Napoli Notte, Reporter, L'Opinione ecc.) e già nel 1986 è giornalista pubblicista. 
Nel 1988 viene selezionato per il Master in Comunicazione di Publitalia '80 e si trasferisce a Milano dove lavora nel gruppo Fininvest dal 1989 al 1994 nel marketing dei programmi e della pubblicità. Giornalista professionista dal 2000, ha creato due società di comunicazione a Napoli e a Roma che si occupano in particolare di piani media per le aziende, eventi, uffici stampa.

## Carriera politica
Protagonista delle battaglie referendarie tra la fine degli anni '80 e l'inizio degli anni '90 (in particolare quella per la trasformazione della legge elettorale dal proporzionale al maggioritario), nel settembre del 1993 viene chiamato da Silvio Berlusconi e da Marcello Dell'Utri, a far parte del gruppo dei 25 membri dell'azienda, di quello che sarebbe diventato, di lì a poco, il gruppo dei fondatori di Forza Italia. 
Nel gennaio del 1994 è il coordinatore dei nascenti Club Forza Italia della Campania e nel giugno dello stesso anno, dopo la vittoria di Berlusconi alle politiche del 27 marzo, viene eletto trionfalmente al Parlamento europeo in Forza Italia con quasi quarantaseimila preferenze personali (di cui trentacinquemila in Campania e novemila solo a Napoli, il più votato in città dopo Berlusconi). 
Come europarlamentare, ricopre i ruoli di vicepresidente del gruppo "Unione per l'Europa", vicepresidente della Commissione dei diritti dell'uomo, membro della Commissione Giustizia e Libertà Pubbliche e dell'Assemblea paritetica della convenzione fra gli Stati dell'Africa, dei Caraibi e del Pacifico e l'Unione europea (ACP-UE), 
relatore per la situazione delle carceri italiane e per l'ingresso di Lettonia ed Estonia nell'Unione Europea.
Si ricandida nel 1999 per l'Europarlamento come indipendente nelle liste di Alleanza Nazionale, già allora per il partito unico del centro-destra (l'Elefantino).
Nonostante un ottimo risultato personale (quarantunomila preferenze), Alleanza Nazionale nel suo complesso raccoglie una percentuale molto inferiore alle attese e non viene rieletto. 
Dal 2006 si fa promotore della costituzione dei "Circoli del Buongoverno" e nel 2008 viene nominato portavoce regionale prima di Forza Italia poi nel 2009 del Popolo della Libertà in Campania.
Dal 2010 è responsabile comunicazione istituzionale della Presidenza della Regione Campania.